# Garypus sini
Garypus sini är en spindeldjursart som beskrevs av Chamberlin 1923. Garypus sini ingår i släktet Garypus och familjen gammelekklokrypare. Inga underarter finns listade i Catalogue of Life.